# Ивченко, Татьяна Петровна
Татья́на Петро́вна И́вченко (1924 — 1986) — советский передовик производства в сельском хозяйстве. Герой Социалистического Труда (1971).

## Биография
Родилась 5 декабря 1924 года в селе Верхняя Акимовка, Жиздринского района, Калужской области. Русская.
В 1931 году Т. П. Ивченко с семьёй переехала в Сибирь. С 1932 года окончив начальную школу, стала работать дома по хозяйству. С 1939 года работала на разных работах в совхозе «Большевик» Новосибирского района Новосибирской области. С 1940 по 1941 годы работала прицепщицей, а с 1941 по 1945 годы в период Великой Отечественной войны, работала — трактористом: пахала, сеяла и убирала урожай.
С  1949 года работала свинаркой, а затем свинаркой-турницей на свиноферме № 2 совхоза «Большевик». Работала по 10—12 часов ежедневно, нередко без выходных, имела высокие показатели в работе, за ней закрепляли до 25 свиноматок. В 1955 году ей было присвоено звание «Лучшая свинарка района», а в 1958 году — звание «Лучшая свинарка области».
22 марта 1966 года Указом Президиума Верховного Совета СССР «По итогам седьмой пятилетки (1959-1965) — за достигнутые успехи в развитии животноводства» Т. П. Ивченко была  награждена Орденом Ленина.
Восьмая пятилетка — с 1966 по 1970 годы стала вершиной её трудовых достижений. Т. П. Ивченко ежегодно получала по 900-930 поросят с отъёмным весом 19 и более килограммов. Т. П. Ивченко неоднократно участвовала в ВДНХ СССР где была отмечена золотой, серебряной и 2 бронзовыми медалями выставки.
8 апреля 1971 года Указом Президиума Верховного Совета СССР «за выдающиеся успехи, достигнутые в развитии сельскохозяйственного производства и выполнении пятилетнего плана продажи государству продуктов животноводства» Татьяна Петровна Ивченко была удостоена звания Героя Социалистического Труда с вручением Ордена Ленина и золотой медали «Серп и Молот».
В 1975 году «по итогам девятой пятилетки с 1971 по 1975 годы» Т. П. Ивченко была награждена орденом Октябрьской Революции. За всё время работы свинаркой Т. П. Ивченко вырастила 15623 поросёнка. Общий трудовой стаж — 40 лет.
Помимо основной деятельности Т. П. Ивченко избиралась депутатом Новосибирского областного Совета депутатов, членом Новосибирского райкома КПСС. В 1966 году была делегатом XXIII съезда КПСС.
С 1979 года — на пенсии. Умерла в 1986 году, похоронена в Новосибирске.

## Награды
- Медаль «Серп и Молот» (8.04.1971)
- Орден Ленина (22.03.1966, 8.04.1971)
- Орден Октябрьской Революции (1975)
- Золотая, серебряная и 2 бронзовые медали ВДНХ